# Yutaka Asō
Pour les articles homonymes, voir Asō.
Yutaka Asō (麻生 泰, Asō Yutaka) est un chef d'entreprise japonais, né à Iizuka, dans la préfecture de Fukuoka, en 1946.

## Biographie

### Origines familiales
Il est le fils de Takakichi Asō, fondateur du groupe Asō qui combine, à travers 65 entreprises, des activités industrielles (minières et métallurgiques à l'origine, aujourd'hui surtout dans la cimenterie), financières, commerciales et d'investissement (notamment dans l'éducation et la santé), et le frère de Tarō Asō, qui fut le 59e Premier ministre du Japon, ainsi que de la princesse Tomohito de Mikasa. Par sa mère, il est le petit-fils de l'ancien Premier ministre Shigeru Ishiba.

### Études et activités professionnelles
Diplômé en droit en 1969 de l'Université Keiō et du New College de l'Université d'Oxford, il commence sa carrière pour le groupe d'import-export J. Osawa avant de rejoindre la société Asō Cement en 1977. Lorsque son frère, Tarō Asō, se lance en politique et est élu député en 1979, il lui succède à la tête d'Asō Cement puis de l'ensemble du groupe familial. En 2001, il décide d'ouvrir le capital de la société de cimenterie au géant français Lafarge SA, et transforme le nom de l'entreprise en Lafarge Asō Cement en 2004, dont il reste le président. 
Il a été décoré de la Légion d'honneur par l'ambassadeur de France au Japon Maurice Gourdault-Montagne en 2001.